# John Jiménez
Pour les articles homonymes, voir Jiménez.
Jiménez  Retana est un nom espagnol. Le premier nom de famille, en général paternel, est Jiménez ; le second, en général maternel, souvent omis, est Retana.
John Estefano Jiménez Retana, né le 18 février 1999, est un coureur cycliste costaricien.

## Biographie
John Jiménez intègre sa première équipe cycliste en 2014. Deux ans plus tard, il est sélectionné en équipe nationale pour les championnats du monde juniors de Doha. 
En 2021, il est champion d'Amérique centrale sur route espoirs et sixième du championnat panaméricain élites à Saint-Domingue.

## Palmarès et résultats

### Palmarès par année
- 2017
  -  Champion du Costa Rica du contre-la-montre juniors
- 2018
  - 5e étape de la Vuelta de la Juventud Costa Rica
- 2019
  -  Champion du Costa Rica sur route espoirs[4]
  - 3e étape de la Vuelta de la Juventud Costa Rica
  - 1re étape de la Clásica Nicoya
  - 3e étape de la Vuelta al Caribe
  - 1re étape de la Vuelta a Chiriquí
  - 3e du championnat du Costa Rica du contre-la-montre espoirs
- 2021
  -  Champion d'Amérique centrale sur route espoirs
- 2022
  - Criterium del Ramo

### Classements mondiaux
| Année            | 2018 | 2019 | 2020 | 2021 |
| ---------------- | ---- | ---- | ---- | ---- |
| UCI America Tour | 398e | 307e | 210e | 54e  |